# Дървеното езеро
Дървеното езеро“ е български игрален филм от 2009 година. Режисьорски дебют на Ясен Григоров. Сценаристи са Стоил Атанасов и Ясен Григоров, оператор Мартин Димитров, а режисьор Радослав Георгиев.

## Сюжет
Внимание:  Текстът по-долу разкрива сюжета на произведението (или части от него)!
Филмът е разделен на 10 части, чиито сюжети следват поредността и черпят настроението си от кръговете на Ада според Данте. Посредствен кастинг директор се опитва да провокира събеседниците си, отзовали се на водения от него кастинг. Личната цел, която той си поставя, е да достигне до истинската им човешка същност, до сърцевината им, до интимността. Посредством грубостта, унижението, подигравката той си проправя път към тези наивни и объркани в желанията си хора, но се блъсква с естественото им нежелание да се предадат и да се разкрият .

## Актьорски състав
| Роля              | Изпълнител     |
| ----------------- | -------------- |
| кастинг директора | Стоил Атанасов |